# Parakannemeyeria
Parakannemeyeria è un genere estinto di terapsidi, appartenente ai dicinodonti. Visse nel Triassico medio (Anisico, circa 247 - 242 milioni di anni fa) e i suoi resti fossili sono stati ritrovati in Cina.

## Descrizione
Il genere Parakannemeyeria è noto per vari fossili attribuiti a varie specie, di dimensioni comprese tra 1,5 e 2 metri di lunghezza. La specie tipo, Parakannemeyeria dolichocephala, era dotata di un cranio alto e stretto, ricurvo all'ingiù nella parte anteriore. La premascella era molto appuntita; la superficie della premascella e della regione nasale era corrugata, con piccoli fori e striature. Il processo mascellare caniniforme era grande e diretto verso il basso, e terminava in una zanna enorme e robusta. Nella specie P. chengi il processo caniniforme era rivolto all'infuori, così come la zanna. La regione temporale era piuttosto corta, e le orbite erano arretrate e dirette lateralmente. La mandibola era alta ed estremamente compressa lateralmente. Lo scheletro postcranico era robusto, ma le ossa delle zampe erano insolitamente snelle e piatte.

## Classificazione
Parakannemeyeria è un rappresentante dei kannemeyeriiformi, il gruppo più derivato di dicinodonti, tipico del Triassico e comprendente anche forme gigantesche come Lisowicia. Parakannemeyeria, in particolare, sembrerebbe essere un membro basale del gruppo, strettamente imparentato a Xiyukannemeyeria ma più derivato del genere eponimo, Kannemeyeria (Kammerer et al., 2013). 
Il genere Parakannemeyeria venne istituito nel 1960, sulla base di uno scheletro parziale ritrovato nella zona di Ningwu, nella provincia dello Shanxi in Cina; la specie tipo è Parakannemeyeria dolichocephala. Al genere Parakannemeyeria sono state in seguito attribuite altre specie, tutte provenienti dalla formazione Ermaying da varie zone dello Shanxi e dello Shaanxi e risalenti al Triassico medio: P. ningwuensis, P. shenmuensis, P. youngi. La specie P. chengi, rinvenuta nella formazione Kelamayi nello Xinjiang, potrebbe non appartenere a questo genere (Liu e Abdala, 2015). Analogamente, la specie P. brevirostris, sempre della formazione Kelamayi, è stata in seguito attribuita al nuovo genere Xiyukannemeyeria (Liu e Li, 2003).